# 이쿠와촌
이쿠와촌(育波村)은 효고현 쓰나군에 있던 촌이다. 현재의 아와지시 북서부에 해당한다.

## 역사
- 1889년 4월 1일 - 정촌제 시행에 의해 이쿠와촌, 구로다니촌, 이쿠타촌의 구역을 가지고 쓰나군 이쿠와촌이 성립하였다.
- 1955년 3월 22일 - 도시마정, 아사노촌, 니이촌, 노지마촌, 무로쓰촌과 합병해 호쿠단정이 성립, 동일 이쿠와촌은 폐지되었다.

## 교통

### 도로
현재는 고베 아와지 나루토 자동차도가 구촌 지역을 통과하고 있지만, 당시에는 미개통이었다. 

## 참고문헌
- 角川日本地名大辞典 28 兵庫県